# خروج نهایی
خروج نهایی: راهکارهای رهایی از خود و خودکشی کمکی با هدف مرگ کتابی است بحث‌برانگیز در رابطه با فنون خودکشی که توسط درک همفری، بنیان‌گذار هملاک سوسایتی در کالیفورنیا و همچنین مدیر پیشین فدراسیون جهانی حق مردن، در سال ۱۹۹۱ به چاپ رسید.
همفری روزنامه‌نگار و نویسنده پس از آنکه به همسرش، جِین، کمک کرد تا با مصرف بیش از حد دارو خودکشی کند و خود را از سرطانی که مدت‌ها گریبانگیرش بود رها کند، تصمیم گرفت تا این کتاب را که در واقع دستورالعملی است برای خودکشی افرادی که به نوعی بیماری لاعلاج جسمی یا روحی دچار هستند، به رشته تحریر درآورد. این کتاب از جهات مختلفی مناقشه آمیز می‌نمود. یکی اینکه آیا اصلاً یک انسان حق دارد خود به زندگی خود پایان دهد و آیا فردی، بالاخص یک پزشک، از نظر اخلاقی مجاز است از طریق خودکشی کمکی به فرد دیگری در انجام عمل اوتانازی یاری رساند؟ و دوم اینکه نه تنها بیماران لاعلاج بلکه هر فردی می‌تواند برای مقاصد خود از این کتاب استفاده کند.
کتاب جنبه‌های مختلفی از جمله برنامه‌ریزی برای خودکشی، دقت در انجام عمل، تعیین دقیق محل و زمان انجام عمل و نیز انجام مراحل قانونی و انحصار وراثت قبل از مرگ را مورد بررسی قرار می‌دهد. در سال ۲۰۰۰ یک بخش تکمیلی شامل استفاده از کپسول گاز هلیوم به جای داروهای تجویزی توسط پزشک به کتاب افزوده شد. در سال ۲۰۰۱ و در دهمین سالگرد چاپ آن، سومین مجلد آن که بهینه شده مجلدهای پیشین بود، تجدید چاپ شد.

## فروش کتاب
این کتاب در زمان انتشارش در سال ۱۹۹۱ تا هجده هفته همچنان در فهرست پرفروش ترین‌ها قرار داشت و میلیون‌ها نسخه از آن به فروش رفت. کتاب خروج نهایی به ۱۲ زبان مختلف دنیا ترجمه شد و تنها در فرانسه چاپ آن ممنوع شد. هفری بعدها اطلاعات این کتاب را بر روی نوار VHS (در سال ۲۰۰۰) و دی وی دی (در سال ۲۰۰۶) قرار داد. پیتر سینگر، فیلسوف اخلاق گرای استرالیایی این کتاب را در فهرست ۱۰ کتاب برتر از نظر خود در روزنامه گاردین قرار داد.